# Vandstjerne-familien
Vandstjerne-familien (Callitrichaceae) var tidligere i Cronquists system indplaceret i ordenen Callitrichales. Familien indeholdt kun én slægt: Vandstjerne (Callitriche), som i dag er placeret i Vejbred-familien (Plantaginaceae).